# Dark & Wild
Dark & Wild (cách điệu là DARK&WILD) là album phòng thu tiếng Hàn đầu tiên của nhóm nhạc nam Hàn Quốc BTS. Nó được phát hành bởi Big Hit Entertainment vào ngày 20 tháng 8 năm 2014. Album bao gồm 14 bài hát, với "Danger" là bài hát chủ đề. Bài hát thứ ba trong album, "War of Hormone", sau đó được quảng bá như một bài hát phụ.

## Bối cảnh và phát hành
Vào ngày 30 tháng 7 năm 2014, Big Hit Entertainment đã tung ra đồng hồ đếm ngược, trên trang web chính thức của BTS và vào ngày 5 tháng 8, họ đã tải lên một đoạn phim giới thiệu trên YouTube. Một cảnh trong đoạn giới thiệu có cảnh thiên đường trong rừng, trong khi cảnh khác cho thấy những cấu trúc bỏ hoang màu đen và trắng kèm theo lời bài hát của Rap Monster. Vào ngày 7 tháng 8 năm 2014, công ty đã phát hành những bức ảnh teaser đầu tiên và ảnh concept cho album mới. BTS cũng đã phát hành một bài hát phụ có tên "Let Me Know" dưới dạng phát trực tuyến miễn phí, do Suga sáng tác và sản xuất. Big Hit sau đó đã phát hành danh sách bài hát của album trên trang Facebook và Twitter chính thức của nhóm. Nó được xác nhận rầng album có tổng cộng 14 bài hát, với "Danger" được khoanh đỏ, cho thấy đó là bài hát chủ đề. Big Hit sau đó đã phát hành 2 video teaser cho bài hát chủ đề "Danger". BTS sau đó cũng đã phát hành bản nhạc xem trước của album trên trang SoundCloud, trong đó có các đoạn trích ngắn từ các bài hát tạo nên album với các bản nhạc hip hop, R&B và các âm thanh điện tử xen kẽ. Vào ngày 21 tháng 10, BTS đã phát hành 19 bức ảnh concept cho bài hát tiếp theo "War of Hormone"  thông qua trang Facebook và tài khoản Twitter chính thức của họ. Teaser cho bản remix của "Danger" sau đó được phát hành vào ngày 13 tháng 11, là kết quả của sự hợp tác với nam ca sĩ người Việt, Thanh Bùi.

## Video âm nhạc
Vào ngày 19 tháng 8 năm 2014, video âm nhạc cho "Danger" được phát hành trên YouTube. Nó có cảnh nhóm mặc đồ đen biểu diễn với vũ đạo sắc nét trong đường hầm tàu điện ngầm và trong một nhà kho với những chiếc xe đẩy hàng đang bốc cháy. Video âm nhạc cho "War of Hormone" đã được phát hành trên YouTube vào ngày 21 tháng 10, trước các đợt quảng bá tiếp theo của BTS. Video âm nhạc cho thấy các chàng trai mặc trang phục cổ điển và khiêu vũ tại một trường quay ngoài trời. Zanybros đã sản xuất video âm nhạc "War of Hormone". Đối với "Danger" và "War of Hormone", nhóm đã nhảy theo vũ đạo do Son Sungdeuk biên đạo. Một tháng sau, phiên bản remix của video âm nhạc "Danger", hợp tác với ca sĩ, nhạc sĩ người Việt, Thanh Bùi, đã được phát hành. Video âm nhạc "Danger" được sản xuất và đạo diễn bởi Lumpens và GDW.

## Quảng bá
BTS đã tổ chức một buổi họp báo và showcase vào ngày 19 tháng 8 năm 2014, biểu diễn "Danger", "War of Hormone" và "Let Me Know". Nhóm sau đó tiếp tục quảng bá album trên các chương trình âm nhạc khác nhau của Hàn Quốc, bắt đầu từ ngày 21 tháng 8, đồng thời biểu diễn bài hát chủ đề "Danger". Hoạt động quảng bá tiếp theo của album với "War of Hormone" vào ngày 23 tháng 10, bắt đầu ngay sau khi phát hành video âm nhạc trên YouTube, trong chuyến lưu diễn của họ. Vào ngày 17 tháng 10, nhóm đã tổ chức BTS Live Trilogy Episode II: The Red Bullet để quảng bá album tại AX-Korea như địa điểm đầu tiên và kết thúc vào ngày 20 tháng 12 tại Bangkok.

## Danh sách bài hát
Tất cả các khoản ghi chú của bài hát được trích từ cơ sở dữ liệu của Hiệp hội Bản quyền Âm nhạc Hàn Quốc, trừ khi có ghi chú khác.
| STT              | Nhan đề                                                                         | Sáng tác                                             | Sản xuất                  | Thời lượng |
| ---------------- | ------------------------------------------------------------------------------- | ---------------------------------------------------- | ------------------------- | ---------- |
| 1.               | "Intro: What Am I to You"                                                       | Pdogg RM                                             | Pdogg                     | 2:45       |
| 2.               | "Danger"                                                                        | Pdogg Thanh Bui "Hitman" Bang RM Suga J-Hope         | Pdogg                     | 4:05       |
| 3.               | "호르몬 전쟁" (Horeumon Jeonjaeng / War of Hormone)                             | Pdogg Supreme Boi RM Suga J-Hope                     | Pdogg                     | 4:26       |
| 4.               | "힙합성애자" (Hiphapseong-aeja / Hip Hop Lover)                                 | Pdogg RM Suga J-Hope                                 | Pdogg                     | 4:17       |
| 5.               | "Let Me Know"                                                                   | Suga Pdogg RM J-Hope                                 | Suga Pdogg                | 4:15       |
| 6.               | "Rain"                                                                          | Slow Rabbit RM Suga J-Hope                           | Slow Rabbit               | 4:25       |
| 7.               | "BTS Cypher Pt. 3: Killer" (featuring Supreme Boi)                              | Supreme Boi RM Suga J-Hope                           | Supreme Boi               | 4:28       |
| 8.               | "Interlude:뭐해" (Interlude: Mwohae / Interlude: What Are You Doing)            |                                                      | Slow Rabbit               | 0:42       |
| 9.               | "핸드폰 좀 꺼줄래" (Haendeupon jom kkeojullae / Can You Turn Off Your Phone)    | Pdogg RM Suga J-Hope                                 | Pdogg                     | 3:54       |
| 10.              | "이불킥" (I-bul Kik / Blanket Kick)                                             | "Hitman" Bang Shawn Slow Rabbit Pdogg RM Suga J-Hope | "Hitman" Bang Shawn Pdogg | 4:02       |
| 11.              | "24/7=Heaven"                                                                   | Pdogg Slow Rabbit RM Suga J-Hope                     | Pdogg                     | 3:46       |
| 12.              | "여기 봐" (Yeogi bwa / Look Here)                                               | Lee Ho Hyoung Jinbo RM Suga J-Hope                   | Lee Ho Hyoung             | 3:39       |
| 13.              | "2학년" (I-hangnyeon / 2nd Grade)                                               | Supreme Boi RM Suga J-Hope Pdogg                     | Pdogg                     | 3:55       |
| 14.              | "Outro: 그게 말이 돼?" (Outro: Geuge mari dwae? / Outro: Does that make sense?) | SiMo Supreme Boi                                     | SiMo Supreme Boi          | 2:53       |
| Tổng thời lượng: | Tổng thời lượng:                                                                | Tổng thời lượng:                                     | Tổng thời lượng:          | 51:36      |